# Lycaena fuscata
Lycaena fuscata är en fjärilsart som beskrevs av Tutt 1906. Lycaena fuscata ingår i släktet Lycaena och familjen juvelvingar. Inga underarter finns listade i Catalogue of Life.